# Tholos

Schema einer Tholos

Die Tholos (altgriechisch ἡ θόλος hē thólos, daher fachsprachlich Femininum, allgemeinsprachlich auch Maskulinum; Plural Tholoi) war in der griechisch-römischen Antike ursprünglich ein sakraler Rundbau mit oder ohne Säulenumgang. Der Begriff wurde später auf jeden Rundbau und insbesondere das runde Dach ausgedehnt. Daher konnten runde Profanbauten ebenfalls Tholos genannt werden. In römischer Zeit konnte Tholos (lateinisch tholus) auch den runden Grabbau bezeichnen.
Das Wort taucht zuerst in Homers Odyssee (22. Gesang, Verszeilen 442, 459, 466) auf. Daher werden in der Forschung auch bronzezeitliche Rundbauten, vor allem sogenannte Kuppelgräber des mediterranen Raumes und Rundbauten mit Kraggewölbe, als Tholos bezeichnet.

## Vorgeschichte
Wegen der Verwendung des Begriffs bei Homer wurde er zunächst auch für mykenische Rundbauten, die sogenannten Tholosgräber von Mykene, benutzt. In Anlehnung hieran wurde der Begriff in der Folge auf Rundbauten anderer vorgeschichtlicher Kulturen übertragen.

### Verbreitung vorgeschichtlicher Tholoi

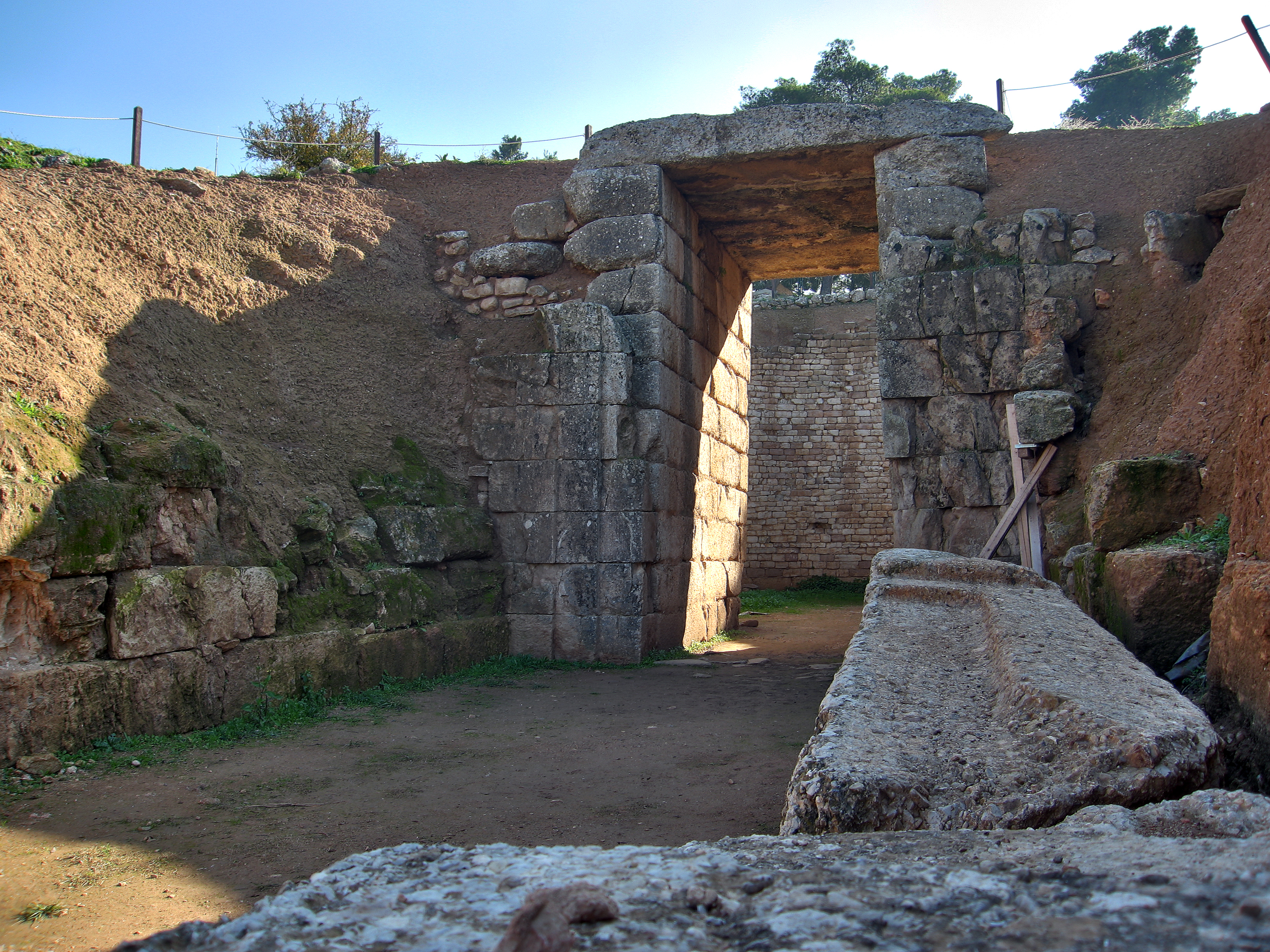
Löwentholos in Mykene

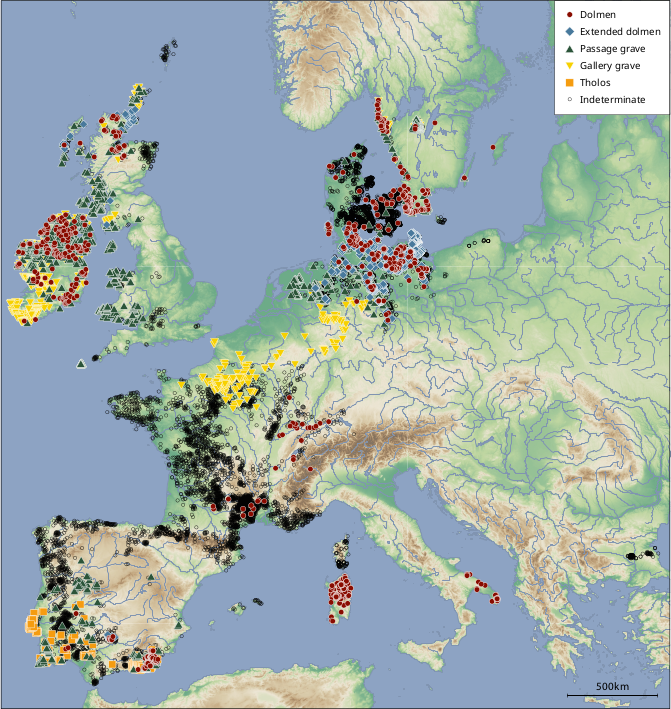
Verbreitung verschiedener Megalithgrabtypen in Europa. Orange: Tholoi

Als älteste Tholoi oder tholosartige Bauten werden die zypriotischen Anlagen von Chirokitia bezeichnet, die levantinische Vorläufer zu haben scheinen (Jerf el Ahmar). Es sind bienenkorbartige Bauten (Bienenkorbgräber; engl. Beehive tombs, oder Beehive-huts in Irland), deren Kuppel aus Kraggewölben in Trockenmauerwerkstechnik bestehen. Tholosartige Bauwerke kommen in fast allen mediterranen Kulturen der Metallzeit vor, von der Levante über die Provence (Tholos de la Lauve) bis zur Iberischen Halbinsel und atlantiknah nordwärts bis zu den Britischen Inseln.
Das kupfersteinzeitliche iberische Kuppelgrab ist ein Rundbau mit mehr oder weniger langem, Dromos genanntem Gang. Bei der Kuppel handelt es sich um eine falsche Kuppel. Die Kuppeln können vom Boden ausgehen wie bei der Tholos do Barro und dem Kuppelgrab von Monge oder sie gehen wie bei Alcalar 3 und Huerta Montero von einem Sockel aus Steinplatten aus, der die in den Untergrund eingetiefte untere Wand auskleidet.
Die Toten der iberischen Kupfersteinzeit wurden auch in natürlichen oder künstlichen Höhlen bestattet. Eine künstliche Höhle wurde meist in Form eines mit einem Gang versehenen Iglus aus dem Kalksteinfelsen herausgearbeitet. Von Georg und Vera Leisner wurde diese Anlagenform als Felskuppelgräber bezeichnet. Die ersten Felskuppelgräber wurden zwischen 1868 und 1878 von Carlos Ribeiro bei Palmela untersucht („künstliche Höhlen von Quinta do Anjo oder Casal do Pardo“).
Auf Kreta wurden 94 Tholosgräber gefunden, die aus der frühen Bronzezeit stammen. Etwa 50 datierbare Tholoi befinden sich im Süden der Insel. Große Funde wurden insbesondere in der Messara-Ebene und deren Umgebung gemacht, wo 75 Tholosgräber entdeckt wurden, wovon 25 der im Süden Kretas gefundenen Tholosgräber in die Zeitstufe Frühminoisch I datiert wurden. Es handelt sich dabei um relativ kleine Kuppelgräber, die etwa 5,50 Meter Durchmesser aufweisen.
Ein größeres mykenisches Beispiel in fortgeschrittener Stein- und Gewölbetechnik ist das Schatzhaus des Atreus. Es handelt sich um das älteste Beispiel eines Deckenausbaus unter ausschließlicher Verwendung mittelformatiger Steine. Ähnlich monumentale Grab-Tholoi wurden z. B. 1880 in Orchomenos und in den 1990ern bei Tzanata auf Kefalonia entdeckt.
Zahlreiche Tholoi fanden sich im Innern der zumeist ins 8. bis 5. Jahrhundert datierten sardischen Nuraghen, doch sind davon nur wenige gut erhalten.

## Antike
Die antike Tholos weist meist eine kreisrunde Cella und einen die Cella konzentrisch umgebenden Säulenumgang auf. Man spricht dann von peripteraler Tholos. Sie kann im Innern einen weiteren Säulenring oder eine Halbsäulengliederung der Innenwand umfassen. Doch gibt es auch schlichte Lösungen ohne Säulenumgang wie die Tholos auf der Agora von Athen, die antiken Lexigraphen meist als Referenz für ihre Definition des Begriffs Tholos diente. 
Die Bauform der peripteralen Tholos war besonders im 4. Jahrhundert v. Chr. beliebt. Als besonders schönes Beispiel der griechischen Klassik gilt die Tholos der Marmaria im Athena-Heiligtum in Delphi. Sie ist zugleich auch eine der bekanntesten. Berühmt ist auch die Tholos von Epidauros, die auch innerhalb der Cella einen Säulenring aufweist. Von diesem inschriftlich Thymele genannten Bau unbekannter Funktion sind zahlreiche Inschriften mit Bauabrechnungen erhalten. Weitere bekannte Tholoi waren das Arsinoeion in Samothrake und der Rundtempel für Philipp II. von Makedonien und seine Familie, das sogenannte Philippeion in Olympia.
Eines der besterhaltenen Beispiele ist der Rundtempel am Tiber auf dem Forum Boarium in Rom, zudem der Vestatempel auf dem Forum Romanum, der ebenfalls als peripterale Tholos anzusprechen ist. Gleiches gilt für Tempel B (Tempel der Fortuna Huiusce Diei) in der Area Sacra di Largo Argentina in Rom. Auch der Tempel des Hercules Victor entspricht dem Bautyp.
Ein der peripteralen Tholos oberflächlich ähnelndes Bauwerk ist der Monopteros, dem jedoch der entscheidende Rundraum, die Cella fehlt. In der antiken Literatur konnte der Begriff Monopteros dennoch gleichbedeutend mit Tholos verwandt werden.

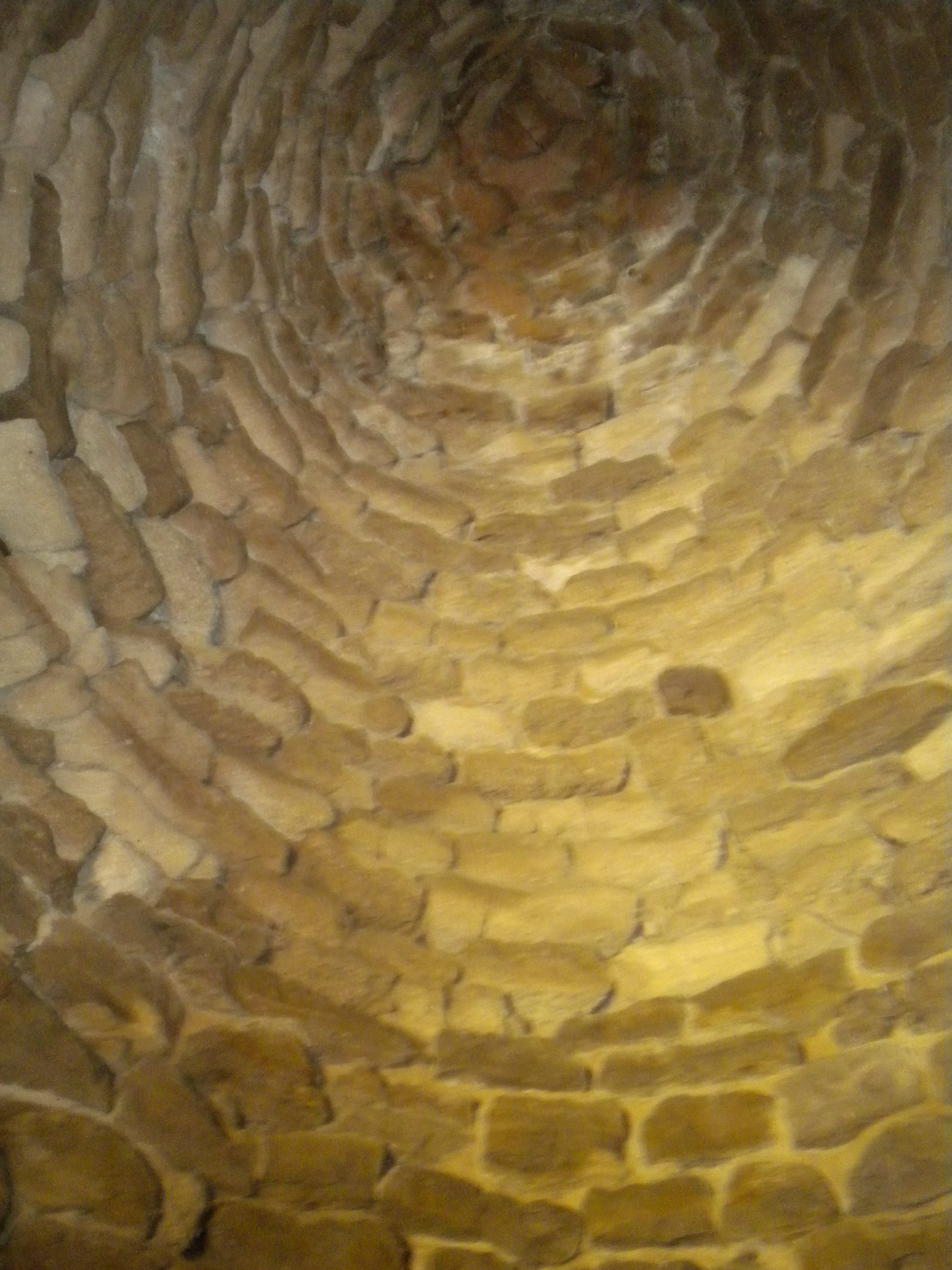
Ansicht von unten in die Tholos der Nuraghe Is Paras
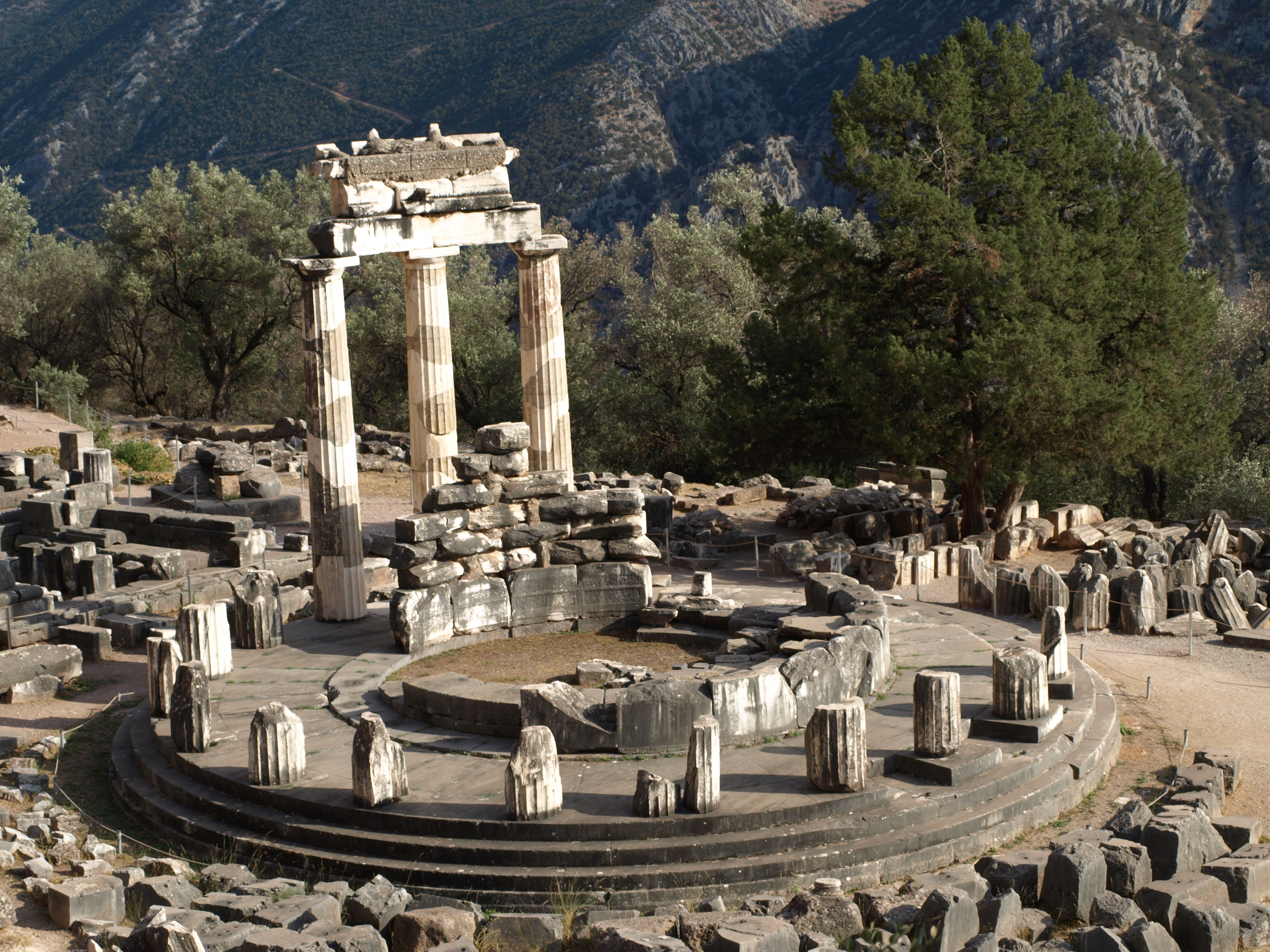
Tholos in Delphi
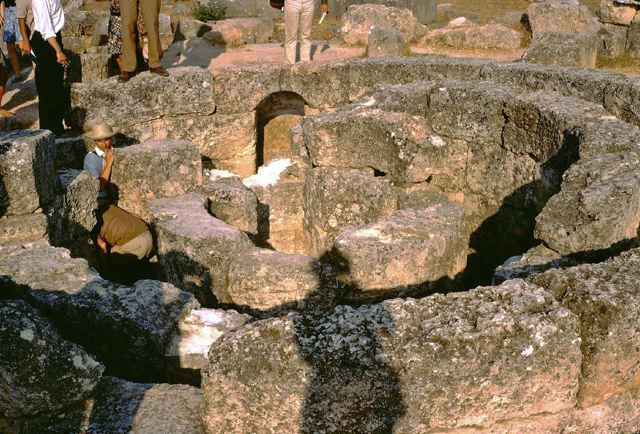
Substruktionen der Tholos von Epidauros (1969)

## Neuzeit
Obwohl die meisten Trulli in Apulien geschichtlich erst in die Zeit ab dem 16./17. Jahrhundert einzuordnen sind, reichen ihre architektonischen Vorbilder bis zu den antiken Tholosbauten zurück.
Antike Tholoi und Monopteroi wurden in der Zeit der Renaissance, des Barock und des Klassizismus zum Vorbild für Kapellen sowie für Staffagebauten in französischen und englischen Gärten. 
Im Nahen Osten werden bis in die Gegenwart Feldställe, Hütten oder Unterstände mit Kraggewölben errichtet, wie die bienenkorbförmigen Lehmgebäude in Harran (Türkei) oder ähnliche bei Aleppo und Hama (Syrien). 

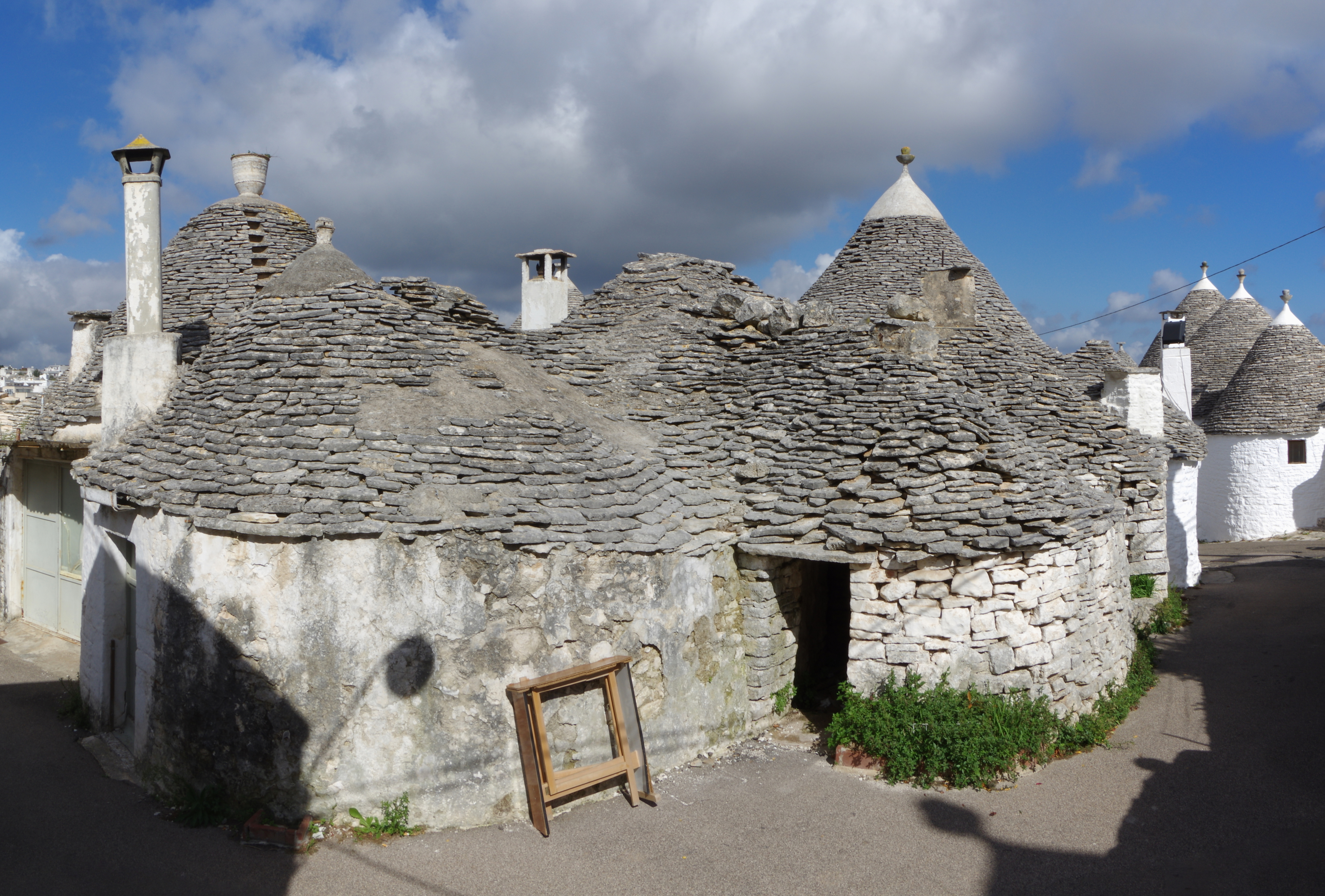
Trulli in Alberobello
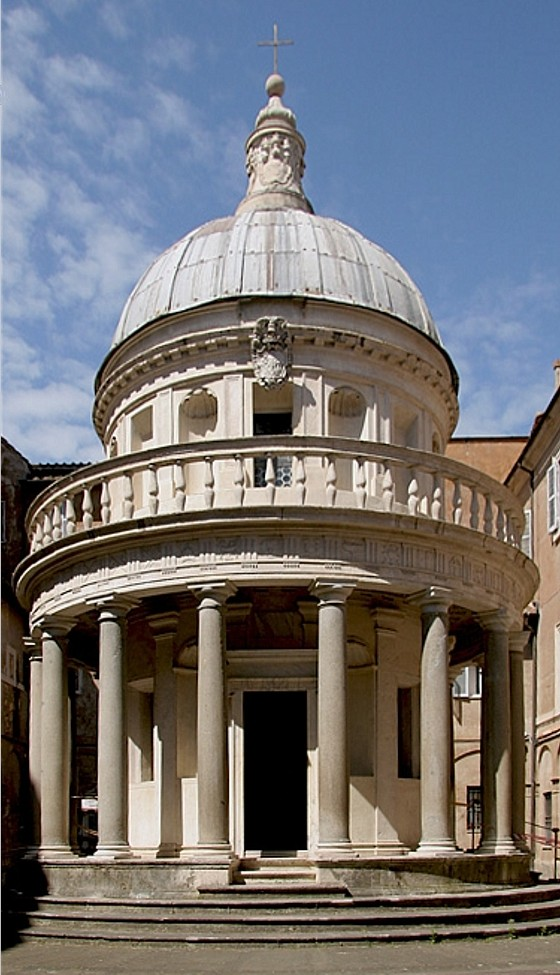
Tempietto di Bramante, Rom (um 1505)
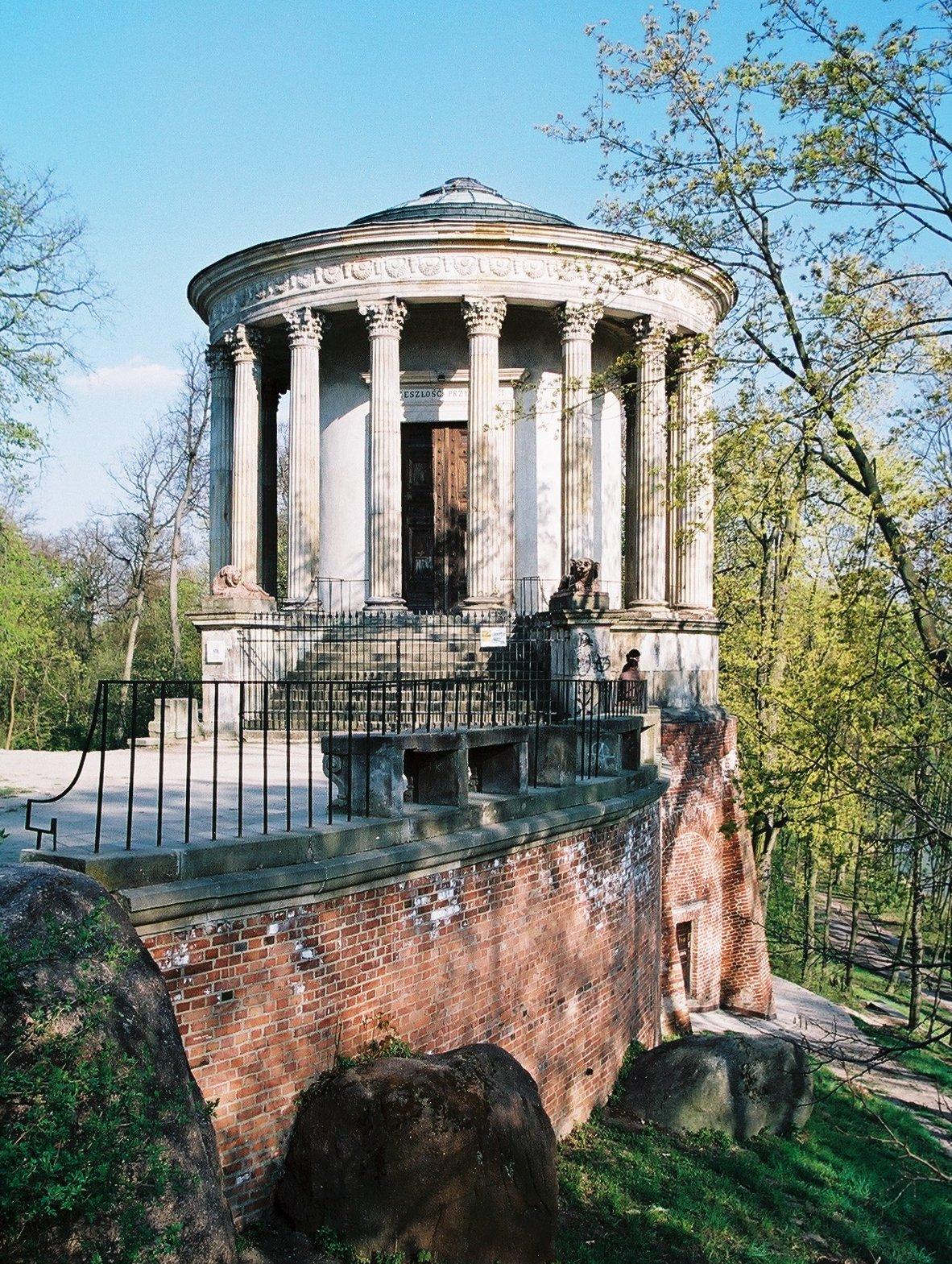
Tempel der Sibylle im Schlosspark Puławy, Polen (1798–1802 als Nachbildung des Vestatempels aus Tivoli)
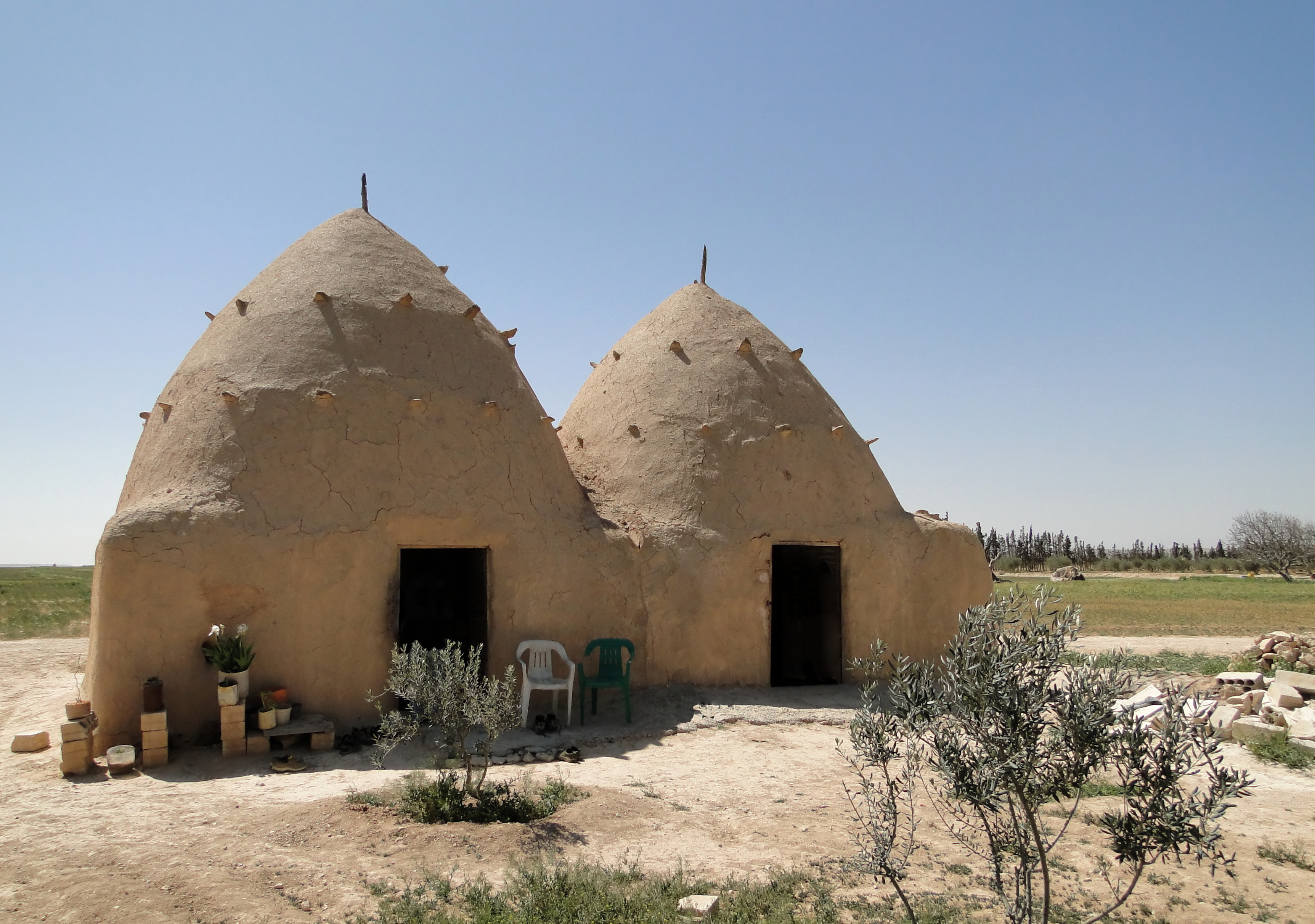
Bienenkorbhäuser bei Aleppo